# Simson KR 50
Simson KR50 – motorower (skuter) produkcji wschodnioniemieckich zakładów VEB Fahrzeug- und Jagdwaffenwerk Ernst Thälmann Suhl (Simson), produkowany w latach 1958-1964. Jego następcą był Simson Schwalbe KR51..
Oznaczenie KR pochodzi od słów "Klein Roller" oznaczających "Mały Skuter".
Pierwsza wersja skutera, produkowana równolegle z modelem SR 2. Otrzymał od niego wiele podzespołow, jednak największą różnicą jest silnik KRo Rh 50, który został wyposażony w nożny rozrusznik. Ze względu na zwiększenie masy pojazdu silnik dodatkowo został wzmocniony osiągając 2,1 KM przy 5500 obr./min, w roku 1963 ponownie wzmocniono do 2,3 KM. Zmiana przełożenia w dwubiegowej skrzynce biegów odbywała się w lewej rączce. Motorower był jednoosobowy. Prędkość maksymalna wynosiła 50 km/h a średnie zużycie paliwa około 2,5 l/100 km. Wyprodukowano 164500 sztuk tego modelu.